# Книжкове пам'яткознавство
Книжкове пам'яткознавство — комплексна наукова дисципліна, що поєднує здобутки та методи історичної науки, пам'яткознавства, книгознавства, мистецтвознавства, музеєзнавства, наукових основ реставрації і консервації книжкових пам'яток.
Об'єкт — книжкові пам'ятки довічного збереження (рукописи, стародруки, інкунабули, рідкісні вид людства[уточнити]. Предметом і завданням є виявлення, зберігання та вивчення книжкових пам'яток у фондах бібліотек, музеїв, архівів, їх популяризація, паспортизація. Книжкове пам'яткознавство є частиною пам'яткознавства і книгознавства. Докторська дисертація Г.Ковальчук «Теорія та практика книжкового пам'яткознавства 20 ст.» стала українським дослідженням, присвяченим рідкісним книгам.
Теоретичне напрацювання значно поступаються практичним. Книжкові пам'ятки зберігались переважно в бібліотеках. І їх вивченню не надають великої ваги. Історико-книгознавчі статті друкують в «Наукові праці національної бібліотеки ім. Вернадського, «Рукописна спадщина України», «Записки наукової бібліотеки ім. В. Стефаника», журналах «Бібліотечний вісник», «Вісник Книжкової палати», «Друкарство» та ін.
Історія книжкового пам'яткознавства сягає 17 ст. коли задумуються над рідкісністю книг. У бібліотеках виокремлені інкунабули, рукописи, інші примірники рідкісних книг і створені спец. відділи для їх зберігання. Серед перших досліджень з методики створення відділів рідкісних книг варто виділити французького вченого Деліяна, який в кінці 19 ст. наполягав на відборі і особливому зберіганні цінних книг. Після нього це розвивав француз Кунцет. Зараз всі питання щодо створення і ведення відділів рідкісних книг перебувають під увагою спеціалістів секції рідкісних книг і рукописів IFLA.

## Пам'яткознавство В Україні
В Україні відомі спеціалісти в цій галузі — Вайенштейн, Тюнєєва, Маслов — засновники відділів рідкісних книг. Важливим джерелом пізнання рідкісних книг є відповідні каталоги та покажчики, які почали публікувати ще з 2 пол 18 ст. Зразками досі вважають каталоги рідкісних кн. дебюрів з 19 ст Жака Шарля Брюне, Григорія Геннаді, Шибанова та інших. Поради щодо методики укладання каталогів книжкового пам'яткознавства можна знайти у бібліотеці Волинського ліцею Павла Ярковського (поч. 19 ст.). Важливим є зберігання книжкових пам'яток. Важливо зберегти не тільки інформацію, але й зовнішній вигляд. Пропонувалась заміна оригіналів копіями.
Найціннішою книжковою пам'яткою є повний список єпископатів римо-католицької церкви (4 аркуші).